# Phrynocephalus guttatus
Espèce
Synonymes
- Lacerta guttata Gmelin, 1789
- Lacerta caudivolvula Pallas, 1814
- Phrynocephalus melanurus Eichwald, 1831
- Phrynocephalus pallasii Gray, 1831
- Phrynocephalus caudivolvulus var. incerta Bedriaga, 1905
- Phrynocephalus bergi Elpatjevsky, 1906
- Phrynocephalus acutirostris Bedriaga, 1907
- Phrynocephalus alpherakii Bedriaga, 1907
- Phrynocephalus grumgrzimailoi Bedriaga, 1907
- Phrynocephalus haeckeli Bedriaga, 1907
- Phrynocephalus isseli Bedriaga, 1907
- Phrynocephalus kuschakewitschi Bedriaga, 1907
- Phrynocephalus salenskyi Bedriaga, 1907
- Phrynocephalus versicolor paraskiwi Bedriaga, 1907
- Phrynocephalus suschkini Bedriaga, 1907
- Phrynocephalus arcellazzii Bedriaga, 1909
- Phrynocephalus caudivolvulus var. ocellata Bedriaga, 1909
- Phrynocephalus helioscopus levis Kascenko, 1909
- Phrynocephalus caudivolvulus var. moltschanowi Nikolsky, 1913
- Phrynocephalus bedrjagai Tsarevsky, 1926
- Phrynocephalus albolineatus Zhao, 1979
- Phrynocephalus guttatus kalmykus Badmayeva & Szczerbak, 1983

Phrynocephalus guttatus est une espèce de sauriens de la famille des Agamidae.

## Répartition
Cette espèce se rencontre :
- au Turkménistan ;
- en Ouzbékistan ;
- au Kazakhstan ;
- en Russie dans les oblasts d'Astrakhan et de Volgograd et au Daghestan ;
- en Mongolie ;
- en Chine au Xinjiang.

## Liste des sous-espèces
Selon The Reptile Database (13 mai 2012) :
- Phrynocephalus guttatus alpherakii Bedriaga, 1906
- Phrynocephalus guttatus guttatus (Gmelin, 1789)
- Phrynocephalus guttatus melanurus Eichwald, 1831
- Phrynocephalus guttatus salsatus Golubev, Gorelov, Dunayev & Kotenko, 1995

## Publications originales
- Bedriaga, 1906 "1905" : Verzeichnis der von der Central-Asiatischen Expedition unter Stabs-Kapitän W. Roborowski in den Jahren 1893-1895 gesammelten Reptilien. Annuaire Musée Zoologique de l'Académie Impériale des Sciences de St.-Pétersbourg, vol. 10, no 3/4, p. 159-200
- Eichwald, 1831 : Zoologia specialis, quam expositis animalibus tum vivis, tum fossilibus potissimum rossiae in universum, et poloniae in specie, in usum lectionum publicarum in Universitate Caesarea Vilnensi. Zawadzki, Vilnae, vol. 3, p. 1-404 (texte intégral).
- Gmelin, 1789 : Caroli a Linné Systema naturae. 13. ed., Tom 1 Pars 3. G. E. Beer, Lipsiae, p. 1033-1516.
- Golubev, Gorelov, Dunayev & Kotenko, 1995 : On the finding of Phrynocephalus guttatus (Gmel.) (Sauria, Agamidae) in Turkmeniya and its taxonomic status. Bulletin of Moscow Society of Naturalists, Biological series, Moscow University Press, Moscow, vol. 100, no 3, p. 31-39.